# Скайлаб 2
Скайлаб 2 или SL-2 (на английски: Skylab 2) е първата пилотирана космическа мисия до Скайлаб, първата американска космическа станция. Мисията е изстреляна с ракета носител Сатурн IB и е с тричленен екипаж. Името Скайлаб 2 е свързано с космическия кораб, използван за мисията. Мисията Скайлаб поставя рекорд за продължителност на пилотиран космически полет.
Понякога Скайлаб 2 е наричан Скайлаб 1, но Скайлаб 1 е непилотираното изстрелване на самата станция.

## Екипажи

### Основен
| Пост         | Астронавт                             |
| ------------ | ------------------------------------- |
| Командир     | Чарлс Конрад четири космически полета |
| Пилот        | Пол Уайтц един космически полет       |
| Пилот – учен | Джоузеф Къруин един космически полет  |

- Броят на полетите за всеки астронавт е преди и включително тази мисия.

### Дублиращ
| Пост         | Астронавт                            |
| ------------ | ------------------------------------ |
| Командир     | Ръсел Швейкарт един космически полет |
| Пилот        | Брюс Маккендлес                      |
| Пилот – учен | Стори Мъсгрейв                       |

- Броят на полетите за всеки астронавт е преди тази мисия.

## Параметри на мисията
- Скачване – 25 май, 1973
13:00:00 UTC
- Разкачване – 22 юни, 1973
13:49:48 UTC
- Продължителност на скачването – 26 дни, 21 ч, 52 мин, 7 сек

## Технически данни
Корабът е предназначен за екипаж от трима души и е със сериен номер CSM-116. Състои се от команден и сервизен модул, използвани в предишните лунни полети от програмата Аполо, а масата му е 19 970 кг. Произведен е от North American Rockwell Corporation, Space Div., Downey, Kalifornie (USA) за НАСА в Хюстън. По-късно е каталогизиран от COSPAR с номер 1973-032A. Командният модул има формата на конус, с височина 3.5 m, в себе си има парашутна система със седем парашути, двигатели, батерии, оптика и система за аварийно спасяване (LES), която се изхвърля след успешен старт. Сервизният модул съдържа в себе си основния двигател и гориво, батерии, кислороден резервоар. Преди кацане се извършва маневра, за да се разделят двата модула.

## Полет
Корабът стартира на 25 май 1973 с ракетата „Сатурн IB“ от Кейп Канаверал във Флорида. Осем часа след това корабът се скачва с космическата станция Скайлаб над Тихия океан. Пет дни след това Ч. Конрад и Д. Kъруин правят космическа разходка в открития космос за извършване на дребни ремонти на слънчевия панел на станцията, с продължителност около четири часа. Няколко дни по-късно, на 10 юни правят второ излизане в открития космос за подмяна на ленти и филми и други дребни ремонти на станцията. Екипажът прекарва на станцията почти един месец и след ремонтите я оставя в добро състояние за следващите астронавти, които ще пристигнат на борда на станцията със Скайлаб 3.

## Кацане
Екипажът каца на 22 юни 1973 г. в Тихия океан, на около 1300 км от Сан Диего. Кабината на екипажа е прибрана от американския самолетоносач USS Ticonderoga, който е на около 10 км от мястото на кацане. Два дни по-късно и тримата членове на екипажа отлитат за Калифорния, където се запознават с Ричард Никсън и Леонид Брежнев.